# Рефан
Рефан е българска компания, занимаваща се с производството и дистрибуцията на парфюмерия и козметика.

## Парфюмни аромати
Рефан предлага гама от парфюмни аромати за жени и за мъже под формата на различни парфюмерийни продукти – дезодоранти, тоалетна вода и парфюмна вода.

### Парфюмни води
Те са основната група парфюмерийни продукти. Фирмата е разработила около 500 вида парфюми. Голямото разнообразие от парфюми е представено под формата на различни номера и класифицирани според техните аромати в цветни таблици

### Женски аромати
Женските аромати са представени в следните основни групи:
- Цитрус – тази група представлява парфюми с лек, свеж, цитрусов и флорален аромат
- Флорални – това е най-разпространената група парфюми в света на женската парфюмерия. Тази група представя аромати с основни флорални нотки, които са разпределени в няколко подгрупи според нюансите на техния аромат, а именно: плодови, водни, зелени и други;
- Ориенталски – ориенталската група парфюми представлява различни аромати от Изтока – ексзотични подправки, ванилия, балсамико от Арабия и Индия;
- Дървесни – тази група представя аромати с цитрусови, дъбови, мускусни и пачулни аромати;

### Мъжки аромати
Мъжките парфюми също са представени в четири основни групи:
- Цитрус – свежи, цитрусови парфюми с дървесна основа;
- Ароматни – представят аромати с интерпретация на класическите парфюмни акорди – комбинация от лавандула, дървесен мъх и кумарин (дни от първите синтетични парфюми);
- Дървесни – групата с най-голямо разнообразие. Представя аромати с кедрови, сандалови и нотки на иланг-иланг. Тук ароматите са разделени на следните подгрупи: водни, подправки и др.
- Ориенталски – Подобни на женските аромати.

## Фабрика
Фабриката на „Рефан“, както и главните бази се намират в село Труд край Пловдив. Компанията е развила и прилага система за контрол на качеството в съответствие с най-високите стандарти. Има повече от 15 златни медала от Международния Пловдивски панаир, изложението „Изберете българското“ и редица други български и международни изложения.

## Социална отговорност
През годините Рефан прилага дългосрочна и постоянна политика на социална отговорност, като подкрепя социални, културни и здравни инициативи, инвестирайки 10% от своя годишен оборот.
Компанията е спонсор на детско-юношеската школа на Локомотив (Пловдив).

### Грамоти
Компанията е отличена с различни награди и грамоти:
- „Малкият принц“ – Най-верен дарител и принос към подобряване живота на децата с аутизъм в България;
- „Димитър Кудоглу" – за цялостната реконструкция на детското интензивно отделение във ВМИ-Пловдив.